# Hègies
Hègies (en llatí Hegias, en grec antic Ἡγιας) fou un escultor grec que sempre es menciona juntament o amb relació a Hegèsies.
Pausànies l'esmenta com a Hègies d'Atenes, contemporani d'Onates d'Egina i d'Agelades d'Argos. Era un artista de gran celebritat al seu temps i va viure en un període immediatament anterior a Fídies. Plini el Vell el relaciona amb Alcàmenes d'Atenes Críties i Nesiotes, i diu que eren contemporanis. Segons Plini va fer una estàtua de Pirros sostingut per Atena, i una imatge de Zeus Kéraunos (tonant).
Alguns historiadores pensen que és el mateix personatge que Hegèsies l'escultor, ja que Ἡγησίας, i Ἡγίας poden ser el mateix nom i que la diferència és perquè Hegèsies era la variant jònica i Hègies la forma àtica.